# Plagiocoma crassiseta
Plagiocoma crassiseta är en tvåvingeart som beskrevs av Villeneuve 1916. Plagiocoma crassiseta ingår i släktet Plagiocoma och familjen parasitflugor. Inga underarter finns listade i Catalogue of Life.